# Firefox Focus
Firefox Focus est un navigateur web mobile libre et gratuit, dérivé de Firefox développé par Mozilla Foundation depuis 2016. Disponible sous iOS et Android, il vise à préserver la vie privée de ses utilisateurs en limitant l'accès à leurs données personnelles et en limitant le pistage de la navigation par des traqueurs extérieurs.
Il est aussi adapté sous le nom de Firefox Klar à destination des pays germanophones, dont la Suisse, afin d'éviter la confusion avec le magazine d'actualités allemand FOCUS, possédé par Burda, un groupe de média partenaire de Mozilla. Firefox Klar est utilisable dans tous les pays et diffère de Firefox Focus par le fait qu'il n'utilise pas les services d'analyse de Google et que la télémétrie y est implicitement désactivée,  ce qui limite davantage les fuites d'informations que le paramétrage par défaut de Focus.